# Georg Bauer (Schauspieler)
Georg Bauer (* 11. Juni 1906; † 31. August 1967) war ein deutscher Theater- und Filmschauspieler, der vornehmlich Rollen in Heimatfilmen spielte.

## Leben
Bauer trat den Großteil seines Lebens an ländlichen Spielstätten auf; er war langjähriges Mitglied des Schlierseer Bauerntheaters. Mitte der 1930er Jahre kamen Angebote von Filmen hinzu, die sich genretechnisch mit seinem bisherigen Bühnenrepertoire deckten. Der erste bekanntere Film, in dem Bauer spielte, war die deutsche Filmkomödie Weiberregiment von Karl Ritter im Jahr 1936. Während des Zweiten Weltkriegs spielte Bauer u. a. in  Das sündige Dorf zusammen mit Erna Fentsch, Liebesschule und Der scheinheilige Florian mit. Nach dem Krieg folgten Rollen in Der Herrgottschnitzer von Ammergau, Schloss Hubertus und Das Schweigen im Walde.

## Filmografie
- 1936: IA in Oberbayern
- 1936: Die Jugendsünde
- 1936: Weiberregiment
- 1937: Eine unmögliche Wette
- 1938: Die Pfingstorgel
- 1938: Gastspiel im Paradies
- 1940: Liebesschule
- 1940: Das sündige Dorf
- 1941: Der scheinheilige Florian
- 1951: Der letzte Schuß
- 1953: Ehestreik
- 1954: Das Kreuz am Jägersteig
- 1954: Schloß Hubertus
- 1955: Das Schweigen im Walde
- 1955: Das Forsthaus in Tirol
- 1956: Das Konzert
- 1956: II-A in Berlin
- 1956: Saison in Oberbayern
- 1957: Zwei Bayern im Urwald